# Omphalophana
Omphalophana é um gênero de traça pertencente à família Arctiidae.